# Ulica Komorowskich w Żywcu
Ulica Komorowskich – ulica w Żywcu, w dzielnicy Śródmieście. Stanowi jedną z głównych ulic miasta. Prowadzi z okolic Rynku do skrzyżowania z ulicami Witosa i Kopernika za Parkiem Zamkowym. Na całej długości ma status drogi powiatowej.

## Położenie
Ulica ma przebieg południkowy. Położona jest w środkowej części Śródmieścia. Biegnie równolegle do wschodniej granicy Parku Zamkowego.

## Przebieg
Ulica Komorowskich rozpoczyna od skrzyżowania ulicy Zamkowej i Słowackiego w rejonie Placu Mariackiego jako droga jednokierunkowa. Dwieście metrów dalej krzyżuje się z ulicą PCK, a kolejne 70 m dalej - z ul. Powstańców Śląskich, gdzie przechodzi w ulicę dwukierunkową. Nieco dalej położone są skrzyżowania z ulicami Słowiczą i Jana. Pokonując kolejne 160 metrów docieramy do skrzyżowania z ul. Południową. Ulica Komorowskich kończy się na skrzyżowaniu z ulicami Witosa i Kopernika.

## Zmiany nazwy
Ulica Komorowskich nazywała się początkowo Sporyską, natomiast w spisie ulic Malchera Ostrowskiego z 1712 r. nosi nazwę ulicy Wyszomieście. W Księdze Kontraktów Miejskich z lat 1801-1805 brzmienie nazwy zmieniono na Wyszomieszczańska. Na austriackim planie katastralnym z 1844 r. ulicę podpisano Langen strasse. Podczas akcji zmian nazw ulic w 1901 r. nadano jej imię Komorowskich. W czasie II wojny światowej wprowadzona została nazwa Vorstadstrasse, po wyzwoleniu powrócono do stanu sprzed wojny. Kolejna zmiana została uchwalona dekretem Rady Miejskiej w 1949 r. na Józefa Stalina. Po raz kolejny Rada dokonała zmiany rok później na Stanlingradzka, chcąc uhonorować zarówno Stalina, jak i miasto noszące jego imię z okazji siódmej rocznicy bitwy stalingradzkiej. W późniejszym okresie ulicy nadano nazwę Marcelego Nowotki, która funkcjonowała do 30 czerwca 1990 r.

## Zabytki
Przy ul. Komorowskich 33 znajduje się kamienica wpisana do rejestru zabytków (nr rej. A/935/2022).